# Toscanas Grand Prix 2020
Toscanas Grand Prix 2020, officiellt Formula 1 Pirelli Gran Premio della Toscana Ferrari 1000 2020, var ett Formel 1-lopp som kördes 13 september 2020 på Autodromo Internazionale del Mugello i Italien. Loppet var det nionde loppet ingående i Formel 1-säsongen 2020 och kördes över 59 varv.

## Resultat

### Kval
| KR. | Nr | Förare             | Konstruktör          | Q1       | Q2        | Q3        | Grid |
| --- | -- | ------------------ | -------------------- | -------- | --------- | --------- | ---- |
| 1   | 44 | Lewis Hamilton     | Mercedes             | 1,15,778 | 1,15,309  | 1,15,144  | 1    |
| 2   | 77 | Valtteri Bottas    | Mercedes             | 1,15,749 | 1,15,322  | 1,15,203  | 2    |
| 3   | 33 | Max Verstappen     | Red Bull Racing      | 1,16,335 | 1,15,471  | 1,15,509  | 3    |
| 4   | 23 | Alexander Albon    | Red Bull Racing      | 1,16,527 | 1,15,914  | 1,15,954  | 4    |
| 5   | 16 | Charles Leclerc    | Scuderia Ferrari     | 1,16,698 | 1,16,324  | 1,16,270  | 5    |
| 6   | 11 | Sergio Pérez       | Racing Point         | 1,16,596 | 1,16,489  | 1,16,311  | 71   |
| 7   | 18 | Lance Stroll       | Racing Point         | 1,16,701 | 1,16,271  | 1,16,356  | 6    |
| 8   | 3  | Daniel Ricciardo   | Renault F1           | 1,16,981 | 1,16,243  | 1,16,543  | 8    |
| 9   | 55 | Carlos Sainz, Jr.  | McLaren              | 1,16,993 | 1,16,522  | 1,17,870  | 9    |
| 10  | 31 | Esteban Ocon       | Renault F1           | 1,16,825 | 1,16,297  | Ingen tid | 10   |
| 11  | 34 | Lando Norris       | McLaren              | 1,16,895 | 1,16,640  | 0         | 11   |
| 12  | 26 | Daniil Kvyat       | Scuderia Alpha Tauri | 1,16,928 | 1,16,8542 | 0         | 12   |
| 13  | 7  | Kimi Räikkönen     | Alfa Romeo F1        | 1,17,054 | 1,16,8542 | 0         | 13   |
| 14  | 5  | Sebastian Vettel   | Scuderia Ferrari     | 1,17,072 | 1,16,858  | 0         | 14   |
| 15  | 8  | Romain Grosjean    | Haas F1 Team         | 1,17,069 | 1,17,254  | 0         | 15   |
| 16  | 10 | Pierre Gasly       | Scuderia Alpha Tauri | 1,17,125 | 0         | 0         | 16   |
| 17  | 99 | Antonio Giovinazzi | Alfa Romeo F1        | 1,17,220 | 0         | 0         | 17   |
| 18  | 63 | George Russell     | Williams F1          | 1,17,232 | 0         | 0         | 18   |
| 19  | 6  | Nicholas Latifi    | Williams F1          | 1,17,320 | 0         | 0         | 19   |
| 20  | 20 | Kevin Magnussen    | Haas F1 Team         | 1,17,348 | 0         | 0         | 20   |

| Vidare från första kvalrundan ▬▬ Vidare från andra kvalrundan ▬▬ |

107 %-gränsen:
Källor: 
- ^1  – Sergio Pérez degraderas en position efter en kollision med Kimi Räikkönen under andra träningen.[4]

- ^2  – Daniil Kvyat och Kimi Räikkönen sätter identiska tider i Q2; Kvyat kvalade före Räikkönen då han körde sin tid först.[5]

### Lopp
| Pos. | Nr | Förare             | Konstruktör          | Varv | Tid               | Grid | P   |
| ---- | -- | ------------------ | -------------------- | ---- | ----------------- | ---- | --- |
| 1    | 44 | Lewis Hamilton     | Mercedes             | 59   | 2:19:35,060       | 1    | 261 |
| 2    | 77 | Valtteri Bottas    | Mercedes             | 59   | +4,880            | 2    | 18  |
| 3    | 23 | Alexander Albon    | Red Bull Racing      | 59   | +8,064            | 4    | 15  |
| 4    | 3  | Daniel Ricciardo   | Renault F1           | 59   | +10,417           | 8    | 12  |
| 5    | 23 | Sergio Pérez       | Racing Point         | 59   | +15,650           | 7    | 10  |
| 6    | 4  | Lando Norris       | McLaren              | 59   | +18,883           | 11   | 8   |
| 7    | 26 | Daniil Kvyat       | Scuderia Alpha Tauri | 59   | +21,756           | 12   | 6   |
| 8    | 16 | Charles Leclerc    | Scuderia Ferrari     | 59   | +28,345           | 5    | 4   |
| 9    | 7  | Kimi Räikkönen     | Alfa Romeo F1        | 59   | +29,7702          | 13   | 2   |
| 10   | 5  | Sebastian Vettel   | Scuderia Ferrari     | 59   | +29,983           | 14   | 1   |
| 11   | 63 | George Russell     | Williams F1          | 59   | +32,404           | 18   | 0   |
| 12   | 8  | Romain Grosjean    | Haas F1 Team         | 59   | +42,036           | 15   | 0   |
| RET  | 18 | Lance Stroll       | Racing Point         | 42   | Punktering/Olycka | 6    | 0   |
| RET  | 31 | Esteban Ocon       | Renault F1           | 7    | Bromsar           | 10   | 0   |
| RET  | 6  | Nicholas Latifi    | Williams F1          | 6    | Kollisionsskada   | 19   | 0   |
| RET  | 20 | Kevin Magnussen    | Haas F1 Team         | 5    | Kollision         | 20   | 0   |
| RET  | 99 | Antonio Giovinazzi | Alfa Romeo F1        | 5    | Kollision         | 17   | 0   |
| RET  | 55 | Carlos Sainz, Jr.  | McLaren              | 5    | Kollision         | 9    | 0   |
| RET  | 33 | Max Verstappen     | Red Bull Racing      | 0    | Kollision         | 3    | 0   |
| RET  | 10 | Pierre Gasly       | Scuderia Alpha Tauri | 0    | Kollision         | 16   | 0   |

| Förare och stall som tog poäng ▬▬ |

Källor: 
- ^1  – Inkluderar en extra poäng för snabbaste varv.
- ^2  – Kimi Räikkönen slutade på en åttonde plats på banan men fick ett femsekunds strafftillägg efter att ha korsat mållinjen.[8]